# Lancaster (Pensilvania)
Lancaster, la Ciudad de la Rosa Roja, es una ciudad en el sector sur-central del estado estadounidense de Pensilvania y la cabeza del condado de Lancaster. Con 55 351 habitantes, ocupa el 515.º puesto de las ciudades más pobladas del país, aunque su área metropolitana es la 99.ª, con una población estimada de 490 562 habitantes (en 2005).

## Historia
- Era parte de la Penn's Woods Charter, la encomienda original de William Penn de 1681.
- Fue fundada por James Hamilton en 1730, y fue declarada borough en 1742, aunque no alcanzó la categoría de ciudad hasta 1818.[4]
- Recibe su nombre del Lancashire de donde era oriundo John Wright. Su símbolo, la rosa roja, hace referencia a la casa de Lancaster. La cárcel del condado fue construida en los años 1850 a imagen del castillo de Lancaster.
- La iglesia más antigua de la ciudad es la iglesia luterana Trinity, fundada en 1729.
- El Philadelphia and Lancaster Turnpike, acabado en 1795 fue el primer camino pavimentado de largo trecho en el país. Vinculó la ciudad con Filadelfia.[5]
- Fue la capital del estado de Pensilvania entre 1799 y 1812, cuando se trasladó a Harrisburg.
- Fue la capital de las colonias norteamericanas por un día (el 27 de septiembre de 1777) mientras el Congreso Continental estaba huyendo de Filadelfia, que había caído en manos británicas. Días antes, el Congreso había estado en York (Pensilvania).
- El 28 de junio de 1863, una milicia local quemó el puente Columbia-Wrightsville para frenar el rápido avance de las tropas confederadas en el condado. Esto no solamente obligó la retirada de las fuerzas confederadas de Robert E. Lee, sino que también los obligó a cambiar de rumbo, desencadenando en la batalla clave de Gettysburg.[6] El puente Columbia-Wrightsville unía los condados de Lancaster y York.
- En 1886, Milton S. Hershey fundó la Lancaster Caramel Company. En 1900, vendió su empresa por U$1 millón a la American Caramel Company (incorporada en 1898 como una fusión de confiteros de York y Filadelfia, y usó las ganancias para construir la primera fábrica de Hershey Foods para el año 1905 en su vecino pueblo natal de Derry Church, hoy llamada Hershey.[7]
- Frank W. Woolworth abrió la primera "Woolworth 5¢ Store" en Queen Street el 21 de junio de 1879;[8] un esfuerzo previo, la "Great 5c Store" en Utica, Nueva York cerró después de 3 meses. No fue hasta el 6 de noviembre de 1880 que cambió el nombre a "Woolworth's 5 and 10". La tienda original fue reemplazada con un alto edificio con un jardín en el techo. Aunque la última dimestore de Woolworth cerró en 1998, la corporación sobrevive usando el nombre de Foot Locker, Inc.

## Geografía
Lancaster se ubica a 40°2'23" Norte, 76°18'16" Oeste (40.039860, -76.304366), y se encuentra a 368 pies sobre el nivel del mar.
Se ubica a 34 millas al sudeste de Harrisburg, 70 millas al oeste de Filadelfia, 55 millas al nornordeste de Baltimore y 87 millas al norte de Washington D. C..
Los pueblos y boroughs más cercanos son Millersville (4 millas), Willow Street (4.8 millas), East Petersburg (5.3 millas), Lititz (7.9 millas), Landisville (8.6 millas), Mountville (8.8 millas), Rothsville (8.9 millas), y Leola (8.9 millas).
Según el United States Census Bureau, la ciudad tiene una superficie total de 19.2 km² (7.4 mi²), con el 0.14% cubierto por agua.

### Arquitectura
Algunos de los estilos claves que aun dominan la ciudad y un ejemplar local de cada uno:
- Germanica o colonial, 1710-1770, la casa en 125 Howard Avenue.
- Georgiana, 1730-1790, Rock Ford Plantation.
- Federal,1790-1835, Jacob Eichholtz House.
- Classical Revival,1840-1860, John Black Mansion.
- Italianato,1850-1895, Reuben Baer Mansion.
- Second Empire,1860-1895, John Ives Hartman Mansion.
- Queen Anne,1876-1910, William Zahm Sener Mansion.
- Romanesque Revival,1860-1900, Mercado Central en Penn Square.
- Beaux-Arts,1880-1930, Hager Building.
- Colonial Revival,1880-1955, la casa en 43 North Shippen Street.
- Art decó,1925-1945, McNinch Building.

## Demografía
La ciudad tiene un porcentaje elevado de minorías étnicas en comparación con el resto del país. Es un hogar popular para muchos puertorriqueños y latinos de otros países. En el 2000, el 24.34% de los lancastrianos fueron boricuas, el porcentaje más elevado del estado. Desde 1980 se celebra, una vez al año, un festival puertorriqueño. Hay una concentración elevada de granjas Amish al este de la ciudad, y por ahí son comunes los coches de caballos.
En el censo del 2000 había 56.348 habitantes, 20.933 hogares y 12.162 familias en la ciudad. La densidad de población era 2.940/km² (7.616.5/mi²). Había 23.024 viviendas con una densidad promedio de 1.201,3/km² (3.112,1/mi²). La ciudad se dividía por raza así: 61.55% euroamericanos, 14.09% afroamericanos, 0.44% indios, 2.46% asiáticos, 0.08% isleños del Pacífico, 17.44% de otras razas, y 3.94% de dos o más razas. El 30.76% de la población era hispana o latina de cualquier raza.
De los 20,933 hogares, el 31.6% tenía menores de 18, el 33.4% era parejas casadas, el 19.0% tenía una jefa de familia sin marido, y el 41.9% no eran familias. Los individuos solitarios conformaban el 33.1% de los hogares, y los mayores de 65 viviendo solos conformaban el 9.9%. El tamaño promedio de un hogar era 2.52 y de una familia era 3.23.
La población se dividía por edad así: 27.5% menores de 18, 13.9% entre 18 y 24, 30.5% de 25 a 44, 17.7% de 45 a 64, y 10.5% que eran mayores de 65. La edad mediana era 30 años. Por cada 100 mujeres había 95.2 hombres. Por cada 100 mujeres mayores de 18, había 91.4 hombres.
El ingreso mediano para un hogar allí era U$29,770, y para una familia, U$34,623. Los hombres tenían un ingreso mediano de U$27,833 versus U$21,862 para las mujeres. El ingreso per cápita para la ciudad era U$13,955. El 21.2% de la población y el 17.9% de las familias vivían en la pobreza, al igual que el 29.2% de los menores de 18 y el 12.9% de los mayores de 65.

## Economía
Lancaster padece una elevada tasa de desempleo, especialmente en el sector sudeste. Esta área, que incluye las regiones de censo 8, 9, 15, y 16, tenía tasas de 10.9%, 10.1%, 3.5%, y 9.0%, respectivamente, en 1999, cuando el resto de la ciudad estaba al 4.9%. 
La ciudad ha estado reinventándose con una explosión de boticas, bares, clubes, e inversiones en instituciones del centro para gentrificar al barrio.

## Transporte público
La Red Rose Transit Authority (RRTA) proporciona buses a la ciudad y las cercanías rurales; su sede se encuentra por el centro.
Amtrak tiene una estación en 53 McGovern Ave. Hay un aeropuerto a 4 millas de la ciudad.

## Residentes destacados
- James Buchanan, 15.º Presidente.
- Robert Fulton
- Richard D. Winters,
- Jonathan Groff
- Adam Cole
- Karen & Don Peris

## Medios
- La Voz Hispana
- Lancaster Intelligencer Journal (matutino)
- Lancaster New Era (vespertino)
- WGAL (NBC)
- WLYH (UPN)
- WHP (CBS)
- WHTM (ABC)
- WITF (PBS
- WPMT (FOX)

## Lugares de interés
- Bethel African Methodist Episcopal Church, parte del Ferrocarril Subterráneo
- Central Market
- Estadio Clipper Magazine, estadio de los Lancaster Barnstormers
- Demuth Museum
- Fulton Opera House
- Wheatland, la estancia de James Buchanan
- Lancaster Cultural History Museum
- Lancaster Museum of Art
- Leonard & Mildred Rothman Gallery
- Louise Arnold Tanger Arboretum
- North Museum of Natural History and Science

## Empresas locales
- Armstrong World Industries
- Herley Industries
- Isaac's Restaurant & Deli
- Kellogg's
- Kunzler & Company, Inc.
- Lancaster Brewing Company
- Twizzlers|Y&S Candies